# 동양생명보험
동양생명보험은 대한민국의 보험회사이다. 대표이사는 성대규이다.
우리금융이 동양생명 경영권 지분 75.34%를 인수해 자회사로 편입하였다.